# Armactica conchidia
Armactica conchidia är en fjärilsart som beskrevs av Butler 1886. Armactica conchidia ingår i släktet Armactica och familjen trågspinnare. Inga underarter finns listade i Catalogue of Life.

## Bildgalleri

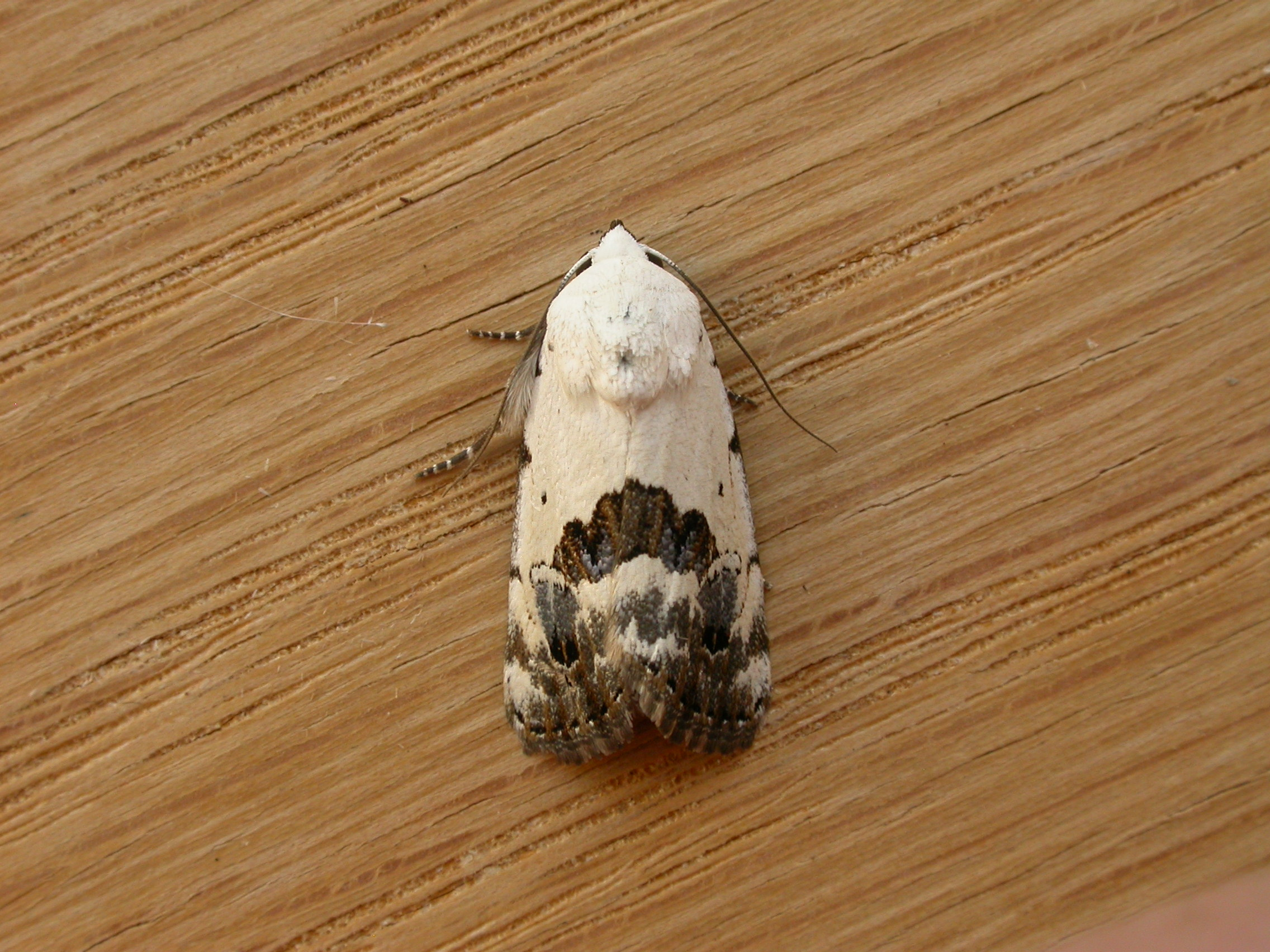